# Список умерших в 1851 году
В этой статье представлен список известных людей, умерших в 1851 году.
См. также: Категория:Умершие в 1851 году

## Январь
- 6 января — Рудольф Килички — немецкий пианист и музыкальный педагог.
- 19 января — Эстебан Эчеверриа (45) — аргентинский поэт, писатель и социолог.
- 27 января — Джон Джеймс Одюбон (65), американский натуралист, орнитолог и художник-анималист, автор труда «Птицы Америки» (1827—1838).

## Февраль
- 18 февраля — Карл Густав Якоб Якоби (76) — немецкий математик и механик.
- 25 февраля — Фердинанд Симон Гасснер — немецкий композитор, скрипач и дирижёр.

## Март
- 4 марта — Джеймс Ричардсон (41) — британский путешественник, исследователь Африки.
- 6 марта — Александр Александрович Алябьев (63) — русский композитор, пианист, дирижёр.
- 9 марта — Ханс Кристиан Эрстед (73) — датский физик.

## Апрель
- 19 апреля — Георг фон Бюкуа (69) — австрийский естествоиспытатель.
- 23 апреля — Михаил Петрович Лазарев (62) — российский флотоводец и мореплаватель, адмирал, один из первооткрывателей Антарктиды.

## Май
- 25 мая — Павел Петрович Аносов (54) — русский горный инженер, учёный-металлург.

## Сентябрь
- 14 сентября — Джеймс Фенимор Купер (61) — американский писатель.

## Ноябрь
- 2 ноября — Пётр Степанович Котляревский (69) — российский военачальник, генерал от инфантерии.

## Декабрь
- 17 декабря — Олинд Родриг (56) — французский математик, механик и экономист, последователь социалиста-утописта А. Сен-Симона.
- 19 декабря — Уильям Тёрнер (76) — британский живописец.